# Championnat de France féminin de volley-ball 1977-1978
Navigation
Saison précédente Saison suivante
Le Championnat de France de volley-ball féminin, Nationale 1 1977-1978, a opposé les six meilleures équipes françaises de volley-ball.

## Listes des équipes en compétition
| \| Clamart Lyon Montpellier Paris UC Nancy Tourcoing \| Localisation des clubs engagés dans le championnat. |
| Clamart Lyon Montpellier Paris UC Nancy Tourcoing                                                           |

| CSM Clamart       |
| ASU Lyon          |
| ASPTT Montpellier |
| SLUC Nancy        |
| Paris UC          |
| Tourcoing Sports  |

## Formule de la compétition
- Phase régulière, les équipes se rencontrent en match aller/retour.
- Les quatre premiers du classement se rencontrent en trois tournois (dit tournois des As). Les résultats de la saison régulière sont conservés. Le classement final est établi à l'issue des douze rencontres.
- Les deux derniers du classement rencontrent avec les deux premiers de Nationale 2, les deux équipes classées premières jouent en Nationale 1, la saison suivante.

## Saison régulière

### Classement
| # | Équipe                |
| 1 | Paris UC              |
| 2 | ASPTT Montpellier (T) |
| 3 | ASU Lyon              |
| 4 | SLUC Nancy            |
| 5 | CSM Clamart           |
| 6 | Tourcoing Sports (P)  |

|     | Qualification pour les tournois des As 1978 |
|     | Barrage avec la Nationale 2                 |
| (T) | Tenant du titre 1981                        |
| (P) | Promu 1981                                  |

## Tournois des As

### Classement
| # | Équipe      | Pts | J  | G | P  | SP | SC |
| 1 | Paris UC    | 21  | 12 | 9 | 3  | 32 | 20 |
| 2 | Montpellier | 19  | 12 | 7 | 5  | 26 | 19 |
| 3 | Lyon        | 19  | 12 | 7 | 5  | 24 | 20 |
| 4 | SLUC Nancy  | 13  | 12 | 1 | 11 | 13 | 35 |

## Bilan de la saison
| Tableau d'Honneur |           |
| Compétition       | Vainqueur |
| Nationale 1       | Paris UC  |

| Qualifications européennes 1978-1979 |                   |
| Compétition                          | Qualifiés         |
| Coupe d'Europe des Clubs Champions   | Paris UC          |
| Coupe des vainqueurs de Coupes       | ASPTT Montpellier |

| Promotions et relégations |       |
| Relégués en Nationale 2   | aucun |
| Promu de Nationale 2      | aucun |